# 达乌尔鼠兔
达乌尔鼠兔（学名：Ochotona dauurica）为鼠兔科鼠兔属的哺乳动物。在中国大陆，分布于辽宁、内蒙古、河北、山西、宁夏、青海、甘肃等地，多见于森林草原、山地草原、草原、高山草原。该物种的模式产地在西伯利亚鄂嫩河。

## 亚种
- 达乌尔鼠兔甘肃亚种（学名：Ochotona dauurica annectens）。在中国大陆，分布于宁夏、青海、甘肃等地。该物种的模式产地在甘肃。[3]
- 达乌尔鼠兔山西亚种（学名：Ochotona dauurica bedfordi）。在中国大陆，分布于山西等地。该物种的模式产地在山西宁武。[4]
- 达乌尔鼠兔指名亚种（学名：Ochotona dauurica dauurica）。在中国大陆，分布于辽宁、内蒙古、河北等地。该物种的模式产地在西伯利亚鄂嫩河。[5]